# Виђаш ли је друже мој
Виђаш ли је друже мој је први албум Аце Пејовића. Издат је 2000. године за продукцију Бест Рекордс.